# Широков, Николай Николаевич
Николай Николаевич Широков (1919 — 8 октября 1953) — гвардии старшина Красной армии, участник Великой Отечественной войны и полный кавалер ордена Славы.

## Биография
Николай Николаевич Широков родился в 1919 году в селе Руднево (Верейский уезд, Московская губерния, ныне территория Москвы) в крестьянской семье. По национальности был русским. После получения начального образования, работал в Москве:
- Орден Красной Звезды (1 февраля 1944)[2].

В октябре 1939 года (по другим данным в августе 1940 года) Широков был призван в Красную армию, в боях Великой Отечественной войны начал участвовать с июня 1941 года. Служил в 3-й отдельной танковой бригаде. Получил ранение, в январе 1943 года был объявлен пропавшим без вести во время боев близ деревни Ореховатка (Славянский район, Донецкая область, Украина). После выздоравливания вновь отправился на передовую. Занимал должность командира бронетранспортера, а затем командира отделения разведки роты управления 53-й гвардейской танковой бригады, в которой служил с мая 1943 года.
Участвовал в Киевской операции в ноябре 1943 года. Находясь в разведке и будучи старшим разведывательной группы, Николай Николаевич несколько раз проникал во вражески тыл, где добывал необходимую информацию о противнике, а затем передавал данные командованию, в это время он взял в плен несколько военнослужащих и 4 автомобиля. За это 1 февраля 1944 года он был награждён своей первой боевой наградой — орденом Красной Звезды.
С декабря 1943 года по январь 1944 года принимал участие в Житомерско-Бердичевской операции, где многократно проявил отличие в разведке во вражеском тылу. За это Николай Широков был представлен к награждению орденом Отечественной войны 2-й степени, но 18 января 1944 года был награждён медалью «За отвагу».
Принимал участие в Проскуровско-Черновицкая наступательная операция, в звании гвардии старшины был исполняющим обязанности командира взвода разведки роты управления бригады. 6 марта 1944 года близ села Купель (Рокитновский район, Ровенская область, Украина) Николай Николаевич вместе с солдатами уничтожил штаб и обоз противника, при этом им было уничтожено 15 солдат и 2 офицеров противника, а также захватил штабные документы. 19 марта действовал в месте с разведывательной группой во вражеском тылу близ села Медведовка (Волочисский район, Хмельницкая область, Украина) захватил БТР с пушкой противника и ценные документы, которые предоставил командованию.27 марта находясь в разведке близ Томашоки (Ярмолинеукий район, Хмельницкая область) взял в плен троих немецких солдат. 30 апреля Николай Широков был награждён орденом Славы 3-й степени.
Участвовал в Львовско-Сандамирской наступательной операции. 17 июля близ села Марушка (в районе города Буек, Львовская область, Украина) Николай Широков вместе с отделением разведчиков уничтожил вражескую группу солдат и офицеров. 27 июля, находясь в разведке, с отделением форсировал реку Вяр близ Перемышля (Польша) и проник в город. Во время уличного боя им было уничтожено более 10 немецких солдат и семеро взято в плен. 28 августа 1944 года Николай Широков был награждён орденом Славы 2-й степени.
В конце войны служил во 2-м гвардейском отдельном мотоциклетном батальоне (5-я гвардейская механизированная бригада) и был командиром БТРа. С 28 апреля по 2 мая 1945 года участвовал в обороне населённого пункта Эльсхольц (близ города Луккенвальде, Германия). 1 мая три часа отражал атаки немецких войск, которые превосходили советское подразделение в десятки раз и пытались выйти из окружения. Лично Широковым было уничтожено 80 немецких солдат, вместе с разведывательной группой, ему удалось выйти из окружения, а также вывести свой БТР вместе с экипажем без потерь. Во время прорыва уничтожил около 40 солдат противника. 27 июня 1945 года Николай Николаевич Широков был награждён орденом Славы 1-й степени.
Широков демобилизовался в 1945 году. После демобилизации жил в Москве, где работал в специальном детском доме № 4 имени академика В. Л. Комарова. Николай Николаевич Широков скончался 8 октября 1953 года.

## Награды
Николай Николаевич Широков был награждён следующими наградами;
- Орден Славы 1-й степени (27 июня 1945 — № 1859)[4];
- Орден Славы 2-й степени (28 августа 1944 — № 3464)[5];
- Орден Славы 3-й степени (30 апреля 1944 — № 40057)[6];
- орден Красной Звезды (1 февраля 1944)[7]
- Медаль «За отвагу» (18 января 1944)[8];
- также прочие медали.